# Trentepohlia extensa
Trentepohlia extensa är en tvåvingeart som först beskrevs av Alexander 1913.  Trentepohlia extensa ingår i släktet Trentepohlia och familjen småharkrankar. Inga underarter finns listade i Catalogue of Life.